# Norethisterone acetate
Norethisterone acetate (NETA), còn được gọi là norethindrone acetate và được bán dưới tên thương hiệu Primolut-Nor cùng với những loại khác, là một loại thuốc proestin được sử dụng trong thuốc tránh thai, liệu pháp hormone mãn kinh và điều trị rối loạn phụ khoa. Thuốc có sẵn trong các công thức liều thấp và liều cao và được sử dụng một mình hoặc kết hợp với estrogen. Nó được dùng bằng đường uống.
Tác dụng phụ của NETA bao gồm kinh nguyệt không đều, đau đầu, buồn nôn, đau vú, thay đổi tâm trạng, nổi mụn, tăng trưởng tóc và những thứ khác. Neta là một progestin, hoặc một tổng hợp progestogen, và do đó là một chất chủ vận của thụ thể progesterone, các mục tiêu sinh học của progestogen như progesterone. Nó có hoạt động androgenic và estrogen yếu và không có hoạt động nội tiết tố quan trọng khác. Thuốc là một tiền chất của norethisterone trong cơ thể.
NETA được cấp bằng sáng chế vào năm 1957 và được giới thiệu cho sử dụng y tế vào năm 1964. Đôi khi nó được gọi là một proestin "thế hệ đầu tiên". NETA được bán trên thị trường rộng rãi trên toàn thế giới. Nó có sẵn như là một loại thuốc gốc.

## Sử dụng trong y tế
NETA được sử dụng như một biện pháp tránh thai nội tiết kết hợp với estrogen, trong điều trị các rối loạn phụ khoa như chảy máu tử cung bất thường, và là một thành phần của liệu pháp hormone mãn kinh để điều trị các triệu chứng mãn kinh.

### Các hình thức có sẵn
NETA có sẵn ở dạng viên nén để sử dụng bằng đường uống một mình và kết hợp với estrogen bao gồm estradiol, estradiol valerate và ethinylestradiol. Miếng dán xuyên da cung cấp sự kết hợp của 50   μg/ngày estradiol và 0,14 hoặc 0,25   NETA/ngày có sẵn dưới tên thương hiệu CombiPatch và Estalis.
NETA trước đây đã có sẵn để sử dụng bằng cách tiêm bắp ở dạng ống chứa 20   NETA, 5   mg estradiol benzoate, 8   mg estradiol valates và 180   mg testosterone enanthate trong dung dịch dầu dưới nhãn hiệu Ablacton để ức chế tiết sữa ở phụ nữ sau sinh.

## Tác dụng phụ
Tác dụng phụ của NETA bao gồm kinh nguyệt không đều, đau đầu, buồn nôn, đau vú, thay đổi tâm trạng, nổi mụn, tăng trưởng tóc và những thứ khác.

## Dược lý

Norethisterone (17β-deacetyl-NETA), dạng hoạt động của NETA.

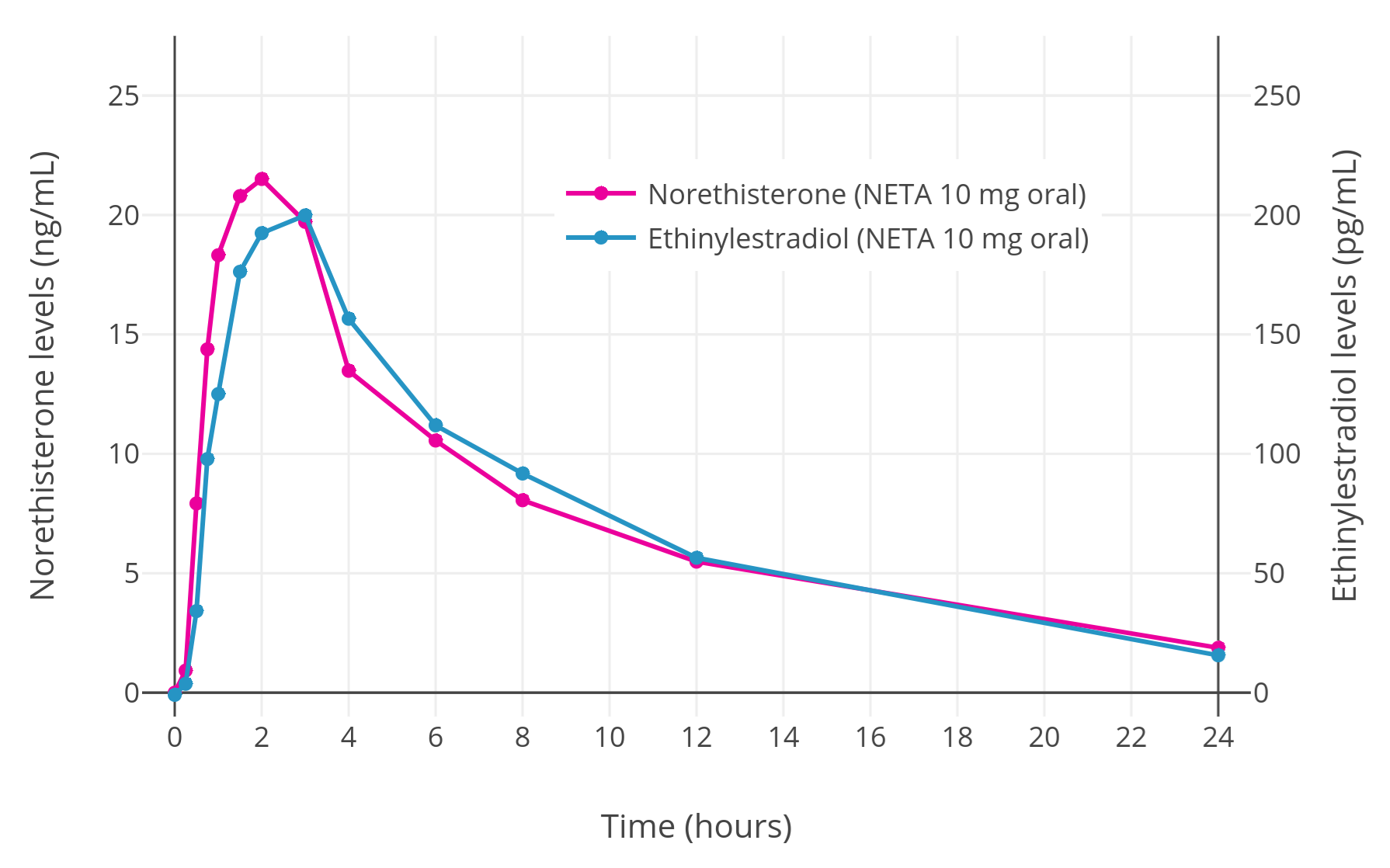
Nồng độ Norethisterone và ethinylestradiol trong 24 giờ sau một liều uống 10 mg NETA ở phụ nữ sau mãn kinh.

NETA là một tiền chất của norethisterone trong cơ thể. Sau khi ăn uống, nó đang nhanh chóng chuyển đổi thành norethisterone bởi esteraza trong ruột và chuyển hóa gan đầu tiên vượt qua. Do đó, như một tiền chất của norethisterone, Neta có về cơ bản những tác động tương tự, hoạt động như một mạnh progestogen với yếu thêm androgenic và estrogen hoạt động (sau này qua nó metabolite ethinylestradiol).
Về mặt tương đương liều lượng, norethisterone và NETA thường được sử dụng ở liều tương ứng là 0,35   mg/ngày và 0,6   mg/ngày là biện pháp tránh thai chỉ có proestogen và với liều tương ứng là 0,5-1   mg/ngày và 1-1,5   mg/ngày kết hợp với ethinylestradiol trong thuốc tránh thai kết hợp. Ngược lại, hai loại thuốc đã được sử dụng với cùng liều lượng trong liệu pháp hormone mãn kinh để điều trị các triệu chứng mãn kinh. NETA có trọng lượng phân tử cao hơn khoảng 12% so với norethisterone do sự hiện diện của este C17β axetat.

## Hóa học
Neta, còn được gọi là norethinyltestosterone acetate, cũng như 17α-ethynyl-19-nortestosterone 17β-acetate hoặc 17α-ethynylestra-4-en-17β-ol-3-one 17β-acetate, là một progestin, hoặc tổng hợp progestogen, của nhóm 19-nortestosterone và steroid estrane tổng hợp. Nó là este axetat C17β của norethisterone. NETA là một dẫn xuất của testosterone với nhóm ethynyl ở vị trí C17α, nhóm methyl ở vị trí C19 bị loại bỏ và este acetate gắn ở vị trí C17β. Ngoài testosterone, nó là một dẫn xuất kết hợp của nandrolone (19-nortestosterone) và ethisterone (17α-ethynyltestosterone).

### Tổng hợp
Tổng hợp hóa học của NETA đã được công bố.

## Lịch sử
Schering AG đã nộp đơn xin cấp bằng sáng chế cho NETA vào tháng 6 năm 1957 và bằng sáng chế được cấp vào tháng 12 năm 1960. Thuốc được đưa ra thị trường lần đầu tiên, bởi Parke-Davis với tên Norlestrin ở Hoa Kỳ, vào tháng 3 năm 1964. Đây là một công thức kết hợp của 2,5   NETA và 50   μg ethinylestradiol và được chỉ định là thuốc tránh thai đường uống. Tên thương hiệu ban đầu khác của NETA được sử dụng trong thuốc tránh thai bao gồm Minovlar và Anovlar.

## Xã hội và văn hoá

### Tên gốc
Norethisterone acetate là INN, BANM và JAN của NETA trong khi norethindrone acetate là USAN và USP.

### Tên thương hiệu
NETA được bán trên thị trường dưới nhiều tên thương hiệu trên khắp thế giới bao gồm Primolut-Nor (chính), Aygestin (US), Gestakadin, Milligynon, Monogest, Norlutate (US, CA), Primolut N, SH-420 (UK), Sovel, và Styptin trong số những người khác.

### Khả dụng

#### Hoa Kỳ
NETA được bán trên thị trường với liều cao 5   viên thuốc uống mg tại Hoa Kỳ dưới tên thương hiệu Aygestin và Norlutate để điều trị rối loạn phụ khoa. Ngoài ra, nó có sẵn dưới một số lượng lớn các thương hiệu với liều lượng thấp hơn nhiều (0,1 đến 1 mg) kết hợp với estrogen như ethinylestradiol và estradiol như một biện pháp tránh thai đường uống kết hợp và sử dụng trong liệu pháp hormone mãn kinh để điều trị các triệu chứng mãn kinh.

## Nghiên cứu
NETA đã được nghiên cứu để sử dụng như một biện pháp tránh thai nội tiết tố nam tiềm năng kết hợp với testosterone ở nam giới.